# چنای شمالی (فیلم)
چنای شمالی (به تامیلی: Vada Chennai) و (به انگلیسی: North Chennai) فیلمی هندی محصول سال ۲۰۱۸ و به کارگردانی وتریماران است. در این فیلم بازیگرانی همچون دنوش، عامر، ساموتیراکانی، کیشور، دانیل بالاجی، پاوان، آندریا جرمیا و آیشواریا راجش ایفای نقش کرده‌اند.